# Convento (Manabí)
Convento ist eine Ortschaft und eine Parroquia rural („ländliches Kirchspiel“) im Kanton Chone der ecuadorianischen Provinz Manabí. Die Parroquia besitzt eine Fläche von 303,9 km². Die Einwohnerzahl lag im Jahr 2010 bei 6578. Die Parroquia wurde am 13. Dezember 1954 gegründet.

## Lage
Die Parroquia Convento liegt in einer Hügellandschaft etwa 25 km von der Pazifikküste entfernt. Der 183 m hoch gelegene Hauptort befindet sich 47 km nordnordöstlich des Kantonshauptortes Chone. Der Ort befindet sich am Oberlauf des Río Jama, der in der Parroquia entspringt. Der Norden des Verwaltungsgebietes wird nach Nordosten über den Río Quinindé, ein Nebenfluss des Río Esmeraldas, entwässert.
Die Parroquia Convento grenzt im Osten an die Parroquias San Francisco de Novillo und Flavio Alfaro (beide im Kanton Flavio Alfaro), im Süden an die Parroquia Eloy Alfaro, im Südwesten an die Parroquia San Isidro (Kanton Sucre) und den Kanton Jama, im Nordwesten an die Parroquia Diez de Agosto (Kanton Pedernales) sowie im Norden an die Parroquia Chibunga.